# Cran
Cran is een Ierse Folkband. De groep bestaat uit Sean Corcoran bouzouki en zang, Desi Wilkinson fluit en zang en Ronan Browne uilleann pipes. Op hun CD's worden een behoorlijk aantal sea shanties ten gehore gebracht.

## Discografie
- The Crooked Stair - 1995/2006
- Black, Black, Black – 2nd CRAN CD with Shel Talmy - 1998
- Lover’s Ghost - 2000
- Music from the Edge of the World - 2003